# Московско-Курско-Донбасская железная дорога
Московско-Курско-Донбасская железная дорога — железная дорога, существовавшая в СССР в 1953—1959 годах.
Железная дорога была сформирована в 1953 году путём объёдинения Московско-Курской и Московско-Донбасской железных дорог. Дорога проходила по территории Московской, Калужской, Рязанской, Курской, Орловской и Тульской областей.
Протяжённость дороги составляла 3027 км. Управление железной дороги находилось в Москве.
В 1959 году вошла в состав новообразованной Московской железной дороги.